# CasaPound
CasaPound Italia (abreviatura CPI; "Casa d'Ezra Pound") és un moviment neofeixista italià i antigament un partit polític nascut com una xarxa de centres socials d'extrema dreta sorgida de l'ocupació d'un edifici de propietat estatal al barri de l'Esquilino de Roma el 26 de desembre de 2003. Posteriorment, CasaPound es va estendre amb altres casos d'okupació, manifestacions i iniciatives diverses, convertint-se en un moviment polític.
Com a tal, el juny de 2008, CasaPound va constituir per tant una "associació de promoció social", i va assumir el seu nom actual CasaPound Italia – CPI; el símbol del partit és la "tortuga fletxada". El 26 de juny de 2019, el líder de CasaPound, Gianluca Iannone, va anunciar que s'havia acabat l'existència de CasaPound com a partit polític, tornant al seu estat original de moviment social. El moviment destaca pel seu caràcter feixista, Ultranacionalista i la seva oposició a la immigració.

## Història
El primer intent d'ocupació d'edificis abandonats per part de moviments de l'àrea nacionalista a Itàlia es va donar el 1987, quan el Fronte della Gioventù, les joventuts del Moviment Social Italià, va començar a ocupar de manera il·legal habitatges, abans de ser frustrat per les autoritats policials. En els anys 90, el Fronte della Gioventù va ocupar una finca abandonada. Al juliol de 2002 es va procedir a l'ocupació de la Casa Montag, a Roma. Es va tractar del primer centre social feixista d'Itàlia. S'hi van dur a terme activitats lúdiques, debats i concerts.
La primera ocupació feta amb el nom de CasaPound va ser el 26 de desembre de 2003 a Roma, per un grup de joves referits a l'àrea, procedents d'anteriors experiència de CasaMontag (anomenat així en honor a Guy Montag) als afores de Roma. És en aquest marc que neix Casa Pound (en memòria del poeta nord-americà Ezra Pound), a Roma, el 27 de desembre de 2003. L'edifici, un edifici de propietat estatal a la via Napoleone III, més tard ha estat utilitzat com a seu nacional del moviment i de l'associació. El 2010, 23 famílies i un total de 82 persones vivien a l'edifici ocupat CasaPound.
Anteriorment, CasaPound estava associat amb Flamma Tricolore fins al 2008, però posteriorment va crear seu propi moviment, CasaPound Italy, que s'estén per tota Itàlia amb molts centres socials. Tot i que el CPI no reconeix les definicions clàssiques de dreta i esquerra, es col·loca habitualment en la categoria dels grups polítics i moviments de la dreta radical italiana. Casapound és generalment autodefinida pels seus seguidors com a Tercera Posició.
El 2011 es calculava que CasaPound Italy tenia 5.000 membres, mentre que el 2017 van arribar als 6.000. El 13 de novembre de 2017, Simone Di Stefano va ser escollit secretari i candidat nominal a primer ministre per a les eleccions generals de 2018, tot i que posteriorment el partit va declarar formalment que esperava que el líder de la Lliga Nord, Matteo Salvini, esdevingués primer ministre d'Itàlia.

Per tal de participar en les eleccions al Parlament Europeu de 2019 a Itàlia, CasaPound va formar una llista electoral conjunta juntament amb Destre Unite. La líder de CasaPound, Simone Di Stefano, va encapçalar la llista de la coalició, però la coalició no va poder guanyar cap escó al Parlament Europeu.

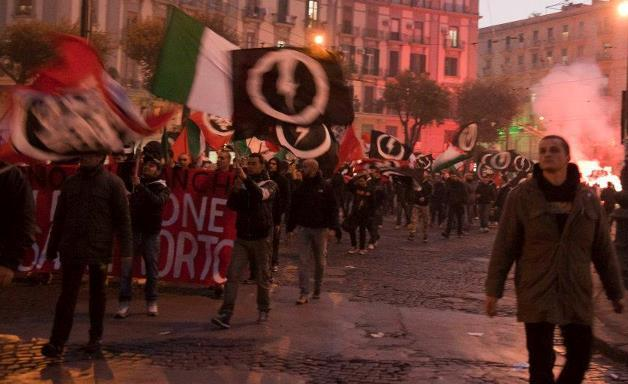
Manifestació a Nàpols, 2011

## Ideologia
Una característica d'aquest moviment, segons el sociòleg Emanuele Toscano, és presentar una interpretació diferent del feixisme destinada a superar la dicotomia dreta-esquerra. La posició política de CasaPound es basa en la Tercera Posició feixista, definida com "extrem-alt centre" pel mateix moviment.
El nom, inspirat en el poeta Ezra Pound, fa referència als seus Cants contra la usura, les crítiques a les posicions econòmiques tant del capitalisme com del marxisme i la seva pertinença a la República Social Italiana. També presta especial atenció al Manifest de Verona, la Carta del Treball de 1927 i la legislació social del feixisme. Hi ha hagut col·laboració amb el moviment identitari que propaga una Europa blanca i cristiana. El moviment també reivindica el llegat de figures d'extrema esquerra, com Che Guevara i Hugo Chávez.
En qüestions socials i domèstiques, CasaPound té una forta posició anti-immigració, però manca d'homogeneïtat en altres temes. El gener de 2016, molts membres del moviment van participar en el Dia de la Família, donant suport a la idea tradicional de la família. El 2017, l'establiment de CasaPound va expressar el seu suport al matrimoni entre persones del mateix sexe, les directrius anticipades i la millora de l'estat del benestar. Alguns activistes del moviment van expressar retòrica antisemita i xenòfoba en línia, però CasaPound es nega a tots dos i expulsa els membres que donen suport a aquestes idees.
En política exterior, CasaPound és crític amb la Unió Europea, en lloc de donar suport a una Europa comunitari-nacionalista. El Moviment era originalment tant antiamericà com antisionista, i va començar una cooperació amb el partit islamista xiïta, antiimperialista, antisionista i libanès Hesbol·lah el 2015. No obstant això, Di Stefano va dir més tard, "no tenim problemes amb Israel". L'any 2018, Di Stefano va defensar les polítiques del primer ministre israelià Benjamin Netanyahu pel que fa a la repatriació d'immigrants il·legals a l'Àfrica com a "sens dubte excel·lents", i va criticar les organitzacions humanitàries i les Nacions Unides per intervenir per prevenir-les. Di Stefano ha expressat el seu suport al president dels Estats Units, Donald Trump, però ha sol·licitat que tanqui les bases militars nord-americanes a Itàlia.
El seu emblema és una tortuga, ja que aquesta porta la seva casa a coll (la closca), vital per a la seva supervivència. Casa Pound basa la seva activitat en el voluntariat, una de les forces usades per difondre les seves visions socials, especialment en qüestions d'habitatge. Rebutgen i no els agrada ser anomenats de “okupes de dretes”.
Amb una estructura nacional, l'associació proposa el desenvolupament d'una forma orgànica, un projecte i una estructura política nova, distants de l'electoralisme.Exerceixen pressió per aconseguir noves lleis d'habitatge, a nivell local o nacional, a través del Projecte Mutu Sociale.

## Activitats
El centre social té la seva pròpia banda musical, Zetazeroalfa, així com una associació de protecció civil i promou l'esport (excursionisme, paracaigudisme, busseig i altres disciplines), activitats sindicals, i activitats lúdiques, entre les quals hi ha una companyia de teatre, ràdio web, televisió web,un programa mensual, i una revista.
CasaPound ha promogut iniciatives fora del territori italià a través de la seva organització sense ànim de lucre Solidarité Identités. Les activitats del moviment han estat objecte d'atenció per part d'alguns mitjans estrangers.
Des del període d'activitat del primer centre social es van organitzar trobades culturals amb diversos convidats, entre els quals l'escriptor Nicolai Lilin, la diputada LGBT Paola Concia, l'ex-Brigads Roges Valerio Morucci i membres de la Comunitat xinesa.
La principal proposta política de CasaPound és l'anomenada Mutuo Sociale (Hipoteca Social), com a resposta al problema de l'habitatge que, segons dades oficials, implica aproximadament 23.000 llars a tota Itàlia. L'octubre de 2011, la regió del Laci ho va aprovar oficialment dins del seu "Pla d'habitatge".
A partir de les eleccions de 2011, CasaPound va presentar els seus candidats a les eleccions locals en llistes cíviques o de centredreta i va aconseguir obtenir diversos representants. A les eleccions regionals i nacionals de 2013, CasaPound Italy va anunciar que presentarà les seves llistes cíviques a tota Itàlia.
L'any 2006, el moviment que va sorgir al voltant del primer centre comunitari es va dotar de la seva organització estudiantil, sota el nom de "Bloc d'Estudiants" (italià: Blocco Studentesco). Francesco Polacchi n'és el secretari general del Bloc d'Estudiants. El seu logotip s'assembla al de la Unió Britànica de Feixistes (British Union of Fascists)

### Trobades internacionals
Al llarg dels anys, els líders de CasaPound han estat convidats a explicar el seu “model polític” a moltes de les principals capitals europees (París, Madrid, Londres, Lisboa, Brussel·les, Varsòvia) i l'organització ha estat objecte d'alguns informes de mitjans estrangers.
El 2011, el Moviment de Resistència Finlandesa també va convidar membres de CasaPound a un seminari a Hèlsinki. Això demostra una capacitat d'organització dels nacionalistes europeus més enllà de les diferències ideològiques. El Moviment de Resistència finlandès representa el nacionalsocialisme. El Servei d'Intel·ligència de Seguretat de Finlàndia va investigar les connexions del Moviment de Resistència finlandesa amb CasaPound després dels tiroteigs de Florència del 2011.

## Resultats electorals

### Parlament italià
| Any  | Líder             | Vots          | %             | Diputats | +/– | Vots           | %             | Senadors | +/- |
| ---- | ----------------- | ------------- | ------------- | -------- | --- | -------------- | ------------- | -------- | --- |
| 2013 | Gianluca Iannone  | 47,691 (20è)  | 0.14          | 0 / 630  | Nou | 40,540 (20th)  | 0.13          | 0 / 315  | Nou |
| 2018 | Simone Di Stefano | 312,432 (10è) | 0.95          | 0 / 630  | =   | 259,718 (10th) | 0.86          | 0 / 315  | =   |
| 2022 |                   | Dins Italexit | Dins Italexit | 0 / 630  | =   | Dins Italexit  | Dins Italexit | 0 / 315  | =   |

### Parlament Europeu
| Any  | Líder                                 | Vots           | %              | Escons | +/– |
| ---- | ------------------------------------- | -------------- | -------------- | ------ | --- |
| 2019 | Simone Di Stefano Massimiliano Panero | Coalició CP-DU | Coalició CP-DU | 0 / 72 | Nou |